# Charles Victor Grahmann
Charles Victor Grahmann (* 15. Juli 1931 in Hallettsville, Texas; † 14. August 2018 in San Antonio, Texas) war ein US-amerikanischer Geistlicher und römisch-katholischer Bischof von Dallas.

## Leben
Charles Victor Grahmann empfing am 17. März 1956 die Priesterweihe für das Erzbistum San Antonio.
Papst Johannes Paul II. ernannte ihn am 30. Juni 1981 zum Weihbischof in San Antonio und Titularbischof von Equilium. Der Erzbischof von San Antonio, Patrick Fernández Flores, spendete ihm am 20. August desselben Jahres die Bischofsweihe; Mitkonsekratoren waren Sidney Matthew Metzger, emeritierter Bischof von El Paso, und John Louis Morkovsky, Bischof von Galveston-Houston.
Am 13. April 1982 wurde er zum ersten Bischof von Victoria in Texas ernannt und am 29. Mai desselben Jahres in das Amt eingeführt. Am 9. Dezember 1989 wurde er zum Koadjutorbischof von Dallas ernannt und am 18. Dezember desselben Jahres in das Amt eingeführt. Nach der Emeritierung Thomas Ambrose Tschoepes folgte er ihm am 14. Juli 1990 als Bischof von Dallas nach. Am 6. März 2007 nahm Benedikt XVI. seinen altersbedingten Rücktritt an.